# Слушка, Доминик Михаил
Доминик Михаил Слушка (ок. 1655 — 31 января 1713) — государственный и военный деятель Великого княжества Литовского, полковник, староста речицкий, суражкий и борисовский, воевода полоцкий (1686—1713), маршалок Трибунала ВКЛ (1681, 1690 и 1695).

## Биография
Представитель литовского дворянского рода Слушков герба «Остоя». Второй сын подскарбия надворного литовского Богуслава Ежи Слушки (ок. 1620—1658) и Анны Потоцкой (ум. 1695). Старший сын — гетман польный литовский Юзеф Богуслав Слушка (ок. 1652—1701).
Ему принадлежали староства речицкое, суражское и борисовское. В 1686 году Доминик Михаил Слушка получил должность воеводы полоцкого и стал сенатором Речи Посполитой. Трижды избирался маршалком Трибунала Великого княжества Литовского (1681, 1690, 1695).
Вместе со своим старшим братом, гетманом польным литовским Юзеф Богуславом, Доминик Михаил Слушка выступал против владычества Сапег в Великом княжестве Литовском. В ноябре 1700 года воевода полоцкий Доминик Михаил Слушка был одним из командующих литовского шляхетского ополчения в битве с Сапегами под Олькениками.
В 1690 году начал строительство дворца в Вильно, известного как дворец Слушков. Руководили строительством итальянские архитекторы Микеланджело Паллони и Пьетро Перти. Строительство дворца длилось 10 лет. В 1705 и 1709 годах во дворце Слушков гостил русский царь Пётр I Великий.

## Семья
Был женат на Констанции, дочери воеводы смоленского, князя Григория Казимира Подберезского (ум. 1677), от брака с которой имел четырёх сыновей: Богдана, Евстаха, Богуслава и Жигимонта.